# Stati Uniti d'America ai I Giochi olimpici invernali
Gli Stati Uniti d'America parteciparono ai I Giochi olimpici invernali, svoltisi a Chamonix dal 25 gennaio al 5 febbraio 1924, aggiudicandosi una medaglia d'oro, due medaglie d'argento e una medaglia di bronzo.

## Medagliere

### Per discipline
| Sport                   | Oro | Argento | Bronzo | Totale |
| ----------------------- | --- | ------- | ------ | ------ |
| Pattinaggio di velocità | 1   | 0       | 0      | 1      |
| Pattinaggio di figura   | 0   | 1       | 0      | 1      |
| Hockey su ghiaccio      | 0   | 1       | 0      | 1      |
| Salto con gli sci       | 0   | 0       | 1      | 1      |
| Totale                  | 1   | 2       | 1      | 4      |

### Medaglie
| Medaglia | Atleta           | Sport                   | Evento                          |
| -------- | ---------------- | ----------------------- | ------------------------------- |
| Oro      | Charles Jewtraw  | Pattinaggio di velocità | 500 m maschile                  |
| Argento  | Stati Uniti      | Hockey su ghiaccio      | -                               |
| Argento  | Beatrix Loughran | Pattinaggio di figura   | Pattinaggio di figura femminile |
| Bronzo   | Anders Haugen    | Salto con gli sci       | -                               |